# Wladimir Semjonowitsch Semjonow

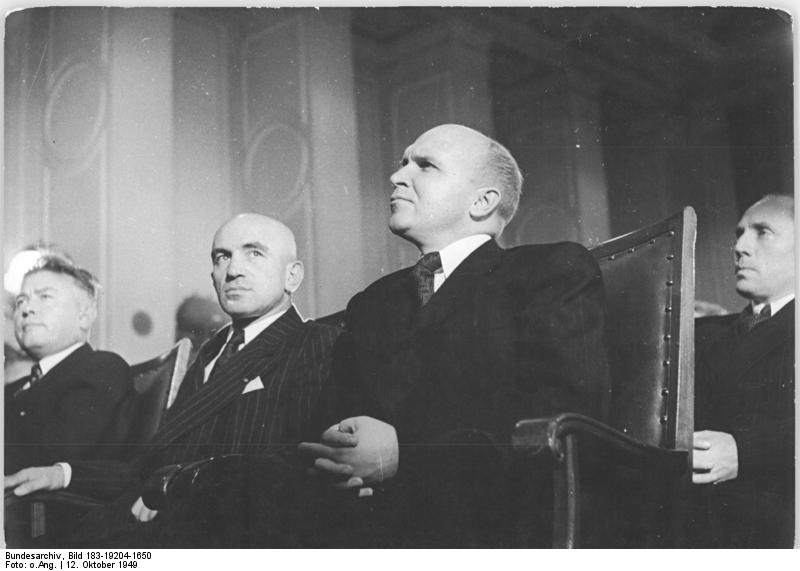
Dritter von links: W. S. Semjonow, 1949

Wladimir Semjonowitsch Semjonow [sem'jɔnɔf] (russisch Владимир Семёнович Семёнов, wissenschaftl. Transliteration Vladimir Semënovič Semënov; * 16. Februar 1911 in Krasnoslobodskoje (heute Inokowka) bei Kirsanow, Gouvernement Tambow, Russland; † 18. Dezember 1992 in Köln) war ein sowjetischer Politiker, Diplomat und Kunstsammler. Er war lange Jahre in Deutschland tätig.

## Leben
Semjonow war Sohn eines Lokomotivführers. Seit 1926 war er Buchhalter und Mitarbeiter im Kreis-Komitee des Komsomol in Kaschira in der Oblast Moskau. Von 1931 bis 1937 studierte er Sprachen und Literatur am Moskauer Tschernischewskij-Institut und von 1937 bis 1939 war er Lehrer für Marxismus-Leninismus in Rostow am Don. 1938 wurde Semjonow Mitglied der KPdSU (B).

### Diplomatischer Dienst 1939 bis 1954
1939 trat er seine ersten Stellen als Botschaftsrat der UdSSR in Litauen und ab 1940 als Botschaftsrat in Berlin an. Von 1942 bis 1945 wechselte er als Gesandtschaftsrat an die Botschaft der UdSSR in Stockholm. Seine Aufgabe war es, Informationen über die Lage und Entwicklung in Deutschland zu beschaffen und Möglichkeiten für einen Separatfrieden zu eruieren. 1944 und 1945 wurde Semjonow mit der Nachkriegsplanung für Deutschland beauftragt.
Nach Kriegsende kehrte er 1945 als stellvertretender Politischer Berater des Chefs der Sowjetischen Militäradministration Georgi Schukow nach Berlin zurück. Von 1946 bis 1953 war er Politischer Berater der Sowjetischen Militäradministration unter Wassili Sokolowski und Wassili Tschuikow und Experte für Landwirtschaft. 1948 spielt Semjonow eine entscheidende Rolle bei dem sowjetischen Versuch, West-Berlin zu kontrollieren, der schließlich zur Berlin-Blockade führt. 1949 nahm er an der Pariser Außenministerkonferenz teil, bei der über Friedensverträge mit Deutschland und Österreich verhandelt wurde. Im Juni 1953 wurde er, nach Auflösung der Sowjetischen Kontrollkommission, Hoher Kommissar der Sowjetunion in Deutschland. Im September desselben Jahres erfolgte seine Ernennung zum sowjetischen Botschafter in der DDR in Ost-Berlin.

### Politischer Dienst 1954 bis 1978
Von 1954 bis 1955 wurde Semjonow Leiter der III. Europäischen Abteilung im Außenministerium der UdSSR und von 1955 bis 1978 Stellvertretender Außenminister. Er nahm 1955 an der Vier-Mächte-Konferenz in Genf, 1958 an der Unterzeichnung des Handels- und Konsularabkommens mit Bonn, 1962 an der Genfer Abrüstungskonferenz und 1969 an den Verhandlungen für Strategische Abrüstung in Helsinki teil. Seit 1966 war er Kandidat des Zentralkomitees (ZK) der KPdSU. Von 1969 bis 1978 leitete er die sowjetische Delegation bei den SALT-I-Verhandlungen (Strategic Arms Limitation Talks) mit den USA in Helsinki, Wien und Genf.

### Diplomatischer Dienst 1978 bis 1986
1978 wurde Semjonow, als Nachfolger von Walentin Falin, zum sowjetischen Botschafter in der Bundesrepublik Deutschland in Bonn berufen. 1986 trat er in den Ruhestand, sein Nachfolger wurde Juli Kwizinski. 1980 zeigte das Museum Ludwig in Köln die umfangreiche Sammlung des Diplomaten mit russischen Gemälden und Grafiken.
Semjonow verbrachte seinen Lebensabend in Köln, wo er 81-jährig an einer Lungenentzündung starb. Die Nachrufe würdigten ihn als Architekten der sowjetischen Deutschlandpolitik.

## Kunstsammlung Semjonow
Die Sammlung umfasst circa 40 Werke russischer Kunst, die vor allem um 1919 entstanden sind. Darunter befindet sich eine Tuschzeichnung von Wassily Kandinsky, von Natalia Gontscharowa vierzehn Lithographien aus dem 1914 entstandenen Zyklus Der Krieg, eine „suprematistische Komposition“ von Iwan Kljun, sowie Arbeiten von Robert Rafailowitsch Falk. Semjonow war als Berater und Vermittler für den Kunstmäzen Peter Ludwig tätig.

### Ausstellungen
- Russische Kunst aus der Sammlung Semjonow. Museum Ludwig Köln, 28. März bis 26. Mai 1980
  - Evelyn Weiss, Gerhard Kolberg, Bernd Vogelsang: Russische Kunst aus der Sammlung Semjonow. Museen der Stadt Köln, 1980
- Russische Kunst des 20. Jahrhunderts – Sammlung Semjonow. Galerie der Stadt Esslingen am Neckar, 9. Juni bis 15. Juli 1984; Mittelrheinisches Landesmuseum Mainz, 15. August bis 16. September 1984
  - Michael Maegraith, Alexander Tolnay (Hrsg.): Russische Kunst des 20. Jahrhunderts. Sammlung Semjonow. Klett-Cotta, Stuttgart 1984, ISBN 3-608-76171-3
- Russische Avantgarde 1910–1930, Sammlung Ludwig Köln. Kunsthalle Köln, 16. April bis 11. Mai 1986
  - Herbert Gerten (Red.), Evelyn Weiss (Bearb.): Russische Avantgarde 1910–1930, Sammlung Ludwig, Köln. Prestel, München 1986, ISBN 3-7913-0766-5

## Veröffentlichungen
- Wladimir S. Semjonow: Von Stalin bis Gorbatschow. Ein halbes Jahrhundert in diplomatischer Mission. 1939–1991. Nicolai, Berlin 1995, ISBN 978-3-87584-521-1